# Lövstrand
Lövstrand är en by, som av SCB avgränsades till en småort mellan 2015 och 2020, i Vilhelmina distrikt (Vilhelmina socken) i Vilhelmina kommun, Västerbottens län (Lappland). Byn ligger på västra sidan av sjön Malgomaj, söder om Skansholm, vid Länsväg 1067 mellan Malgovik och Saxnäs, cirka 22 kilometer västerut från tätorten Vilhelmina.